# 林偉強
林偉強，SBS，JP（1949年2月27日—），新界鄉議局副主席，前香港立法會議員、前離島區議會主席。林生於香港新界坪洲，為香港新界原居民。

## 簡歷
1985年，林偉強參選香港立法局「新界南（選舉團）」落選。1988年，林獲香港政府委任為太平紳士。1988年至1991年期間，林獲香港政府委任為香港立法局議員。1991年，林參選區域市政局選舉落選。1996年，林參選臨時立法會落選。1998年，林聯同其他鄉事派人物參選立法會新界西直選，但都落選。2004年，劉皇發由立法會鄉議局功能組別，改循區議會功能組別出選，將鄉議局議席讓給林偉強。鄉議局主席劉皇發的妹夫薛浩然亦曾經考慮與林角逐該議席，但其後遭劉勸退，以免造成鄉事派內訌。結果，林偉強自動當選立法會鄉議局議席。
林偉強與劉皇發、張學明、李國英均為有鄉事背景的立法會議員，合稱「立法會鄉事四子」。
與其他三名有鄉事背景的立法會議員不同，林偉強一直都是無加入建制派政黨背景。自由黨主席田北俊曾邀請林偉強加入該黨，但鄉議局認為立法會鄉議局代表可能與政黨角色有矛盾，所以林偉強至今都沒有加入任何建制派政黨。
本身是副主席的林偉強已表明無意角逐鄉議局主席，相信這與有傳聞指林與劉不和而不獲劉支持出任鄉議局主席有關。
2008年香港立法會選舉，林偉強角逐連任區議會界立法會議員，但不敵民建聯葉國謙。
2012年香港特別行政區行政長官選舉，為選舉委員會委員。

## 女兒與唐英年傳出緋聞
2012年2月20日，傳媒報導2012年行政長官選舉參選人唐英年與林偉強的女兒林穎妍（Esther）有親密關係，並刊登唐英年與林穎妍的合照，及多封以英文撰寫的電子郵件，指二人早於2009年12月已展開「浪漫關係」。林穎妍有「瑞銀之花」之稱，於2003年與馮姓丈夫結婚，丈夫為一家電子產品公司東主，夫婦與現年7歲的兒子同住於港島貝沙灣。她任職中環國際金融中心的瑞銀私人銀行部門董事。
2012年2月21日，林偉強向傳媒表示報道「是誇張及與事實不符」。又指女兒與唐英年「只屬泛泛之交」。

## 資料來源
1. 1 2 3  唐宮·西宮 銀行之花交往兩年 緋聞傳遍中環 （页面存档备份，存于） 爽報，2012年2月20日
2. ↑  唐女郎 瑞銀俏嬌娃 緋聞再現 英年「勇敢面對」不回應 蘋果日報，2012年2月21日
3. ↑  林偉強：女兒親口否認與唐英年緋聞 （页面存档备份，存于） 香港電台，2012年2月21日

## 外部連結
- 香港立法會：林偉強議員

| 議會席位        | 議會席位                      | 議會席位      |
| --------------- | ----------------------------- | ------------- |
| 前任者： 葉采芊 | 離島區議會主席 1985年－2011年 | 繼任： 周玉堂 |